# Tekuma (moszaw)
Tekuma (hebr. תקומה; oficjalna pisownia w ang. Tequma) – moszaw położony w Samorządzie Regionu Sedot Negew, w Dystrykcie Południowym, w Izraelu.

## Położenie
Moszaw leży na niewielkim wzgórzu w północno-zachodniej części pustyni Negew, w odległości 16 kilometrów od Morza Śródziemnego. Na północ od wzgórza znajduje się wadi strumienia Chanun. Strefa Gazy znajduje się w odległości 5 kilometrów na północny zachód od moszawu.
W jego otoczeniu znajduje się miasto Netiwot, moszawy Josziwja, Zimrat i Jachini, oraz kibuc Sa’ad.

## Demografia
Liczba mieszkańców Tekumy:

## Historia

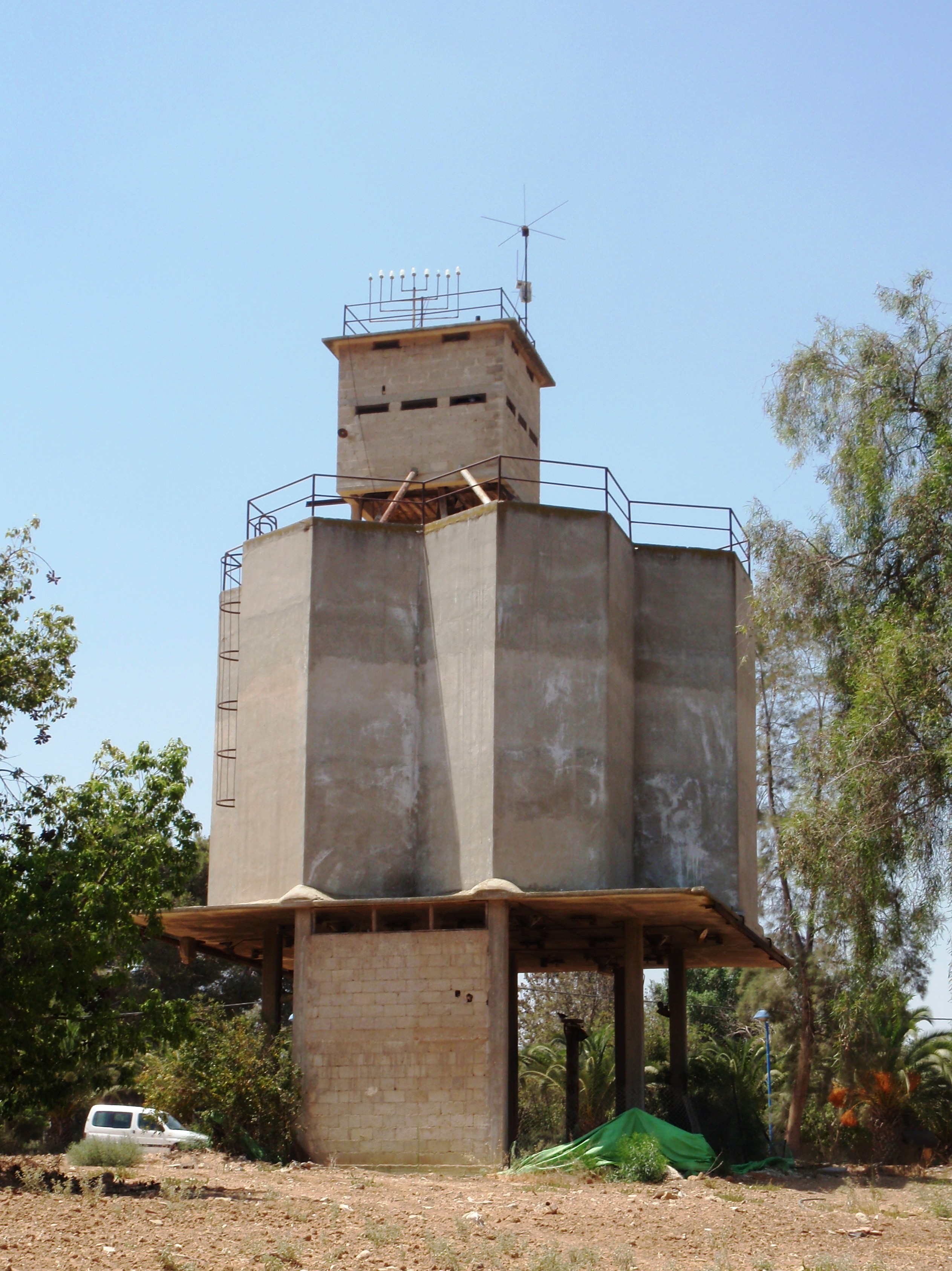
Wieża ciśnieniowa w Tekumie

Osada Tekuma została założona w dniu 6 października 1946, jako jedne z nowo tworzonych jedenastu osiedli obronnych na pustyni Negew. Cały plan (hebr. 11 הנקודות, 11 Ha-Nekudot) został przygotowany przez Agencję Żydowską. Tekuma została założona jako kibuc. Pierwotna jego lokalizacja znajdowała się w rejonie dzisiejszego moszawu Szarszeret. Grupa pionierów, która założyła Tekumę operowała z pobliskiego kibucu Be’erot Jicchak. Założyli oni równocześnie kibuce Tekuma, Be’eri i Kefar Darom. Celem było rozszerzenie granic przyszłego państwa żydowskiego, a jednocześnie budowa osiedli spełniających pierwszą linię obrony w przypadku wrogiej napaści.
Podczas I wojny izraelsko-arabskiej w maju 1948 moszaw został odcięty przez wojska egipskie i do końca wojny znajdował się w całkowitej izolacji. Dopiero w październiku dotarły do niego Siły Obronne Izraela z zaopatrzeniem. Po wojnie zniszczony kibuc opuszczono, a nową osadę o tej samej nazwie założono około cztery kilometry dalej, na ziemiach wysiedlonej arabskiej wioski Al-Muharraqa. Tekuma odbudowano jako moszaw. W dniu 30 maja 1949 w jego rejonie doszło do kilku potyczek z byłymi mieszkańcami arabskiej wioski, którzy usiłowali powrócić do swoich domów. W nowym moszawie osiedlili się żydowscy imigranci z Europy Wschodniej – ocaleni z Holocaustu. W 1950 dołączyli do nich kolejni imigranci z Europy i Tunezji. Z upływem lat moszaw związał się z religijnym ruchem Bene Akiwa.

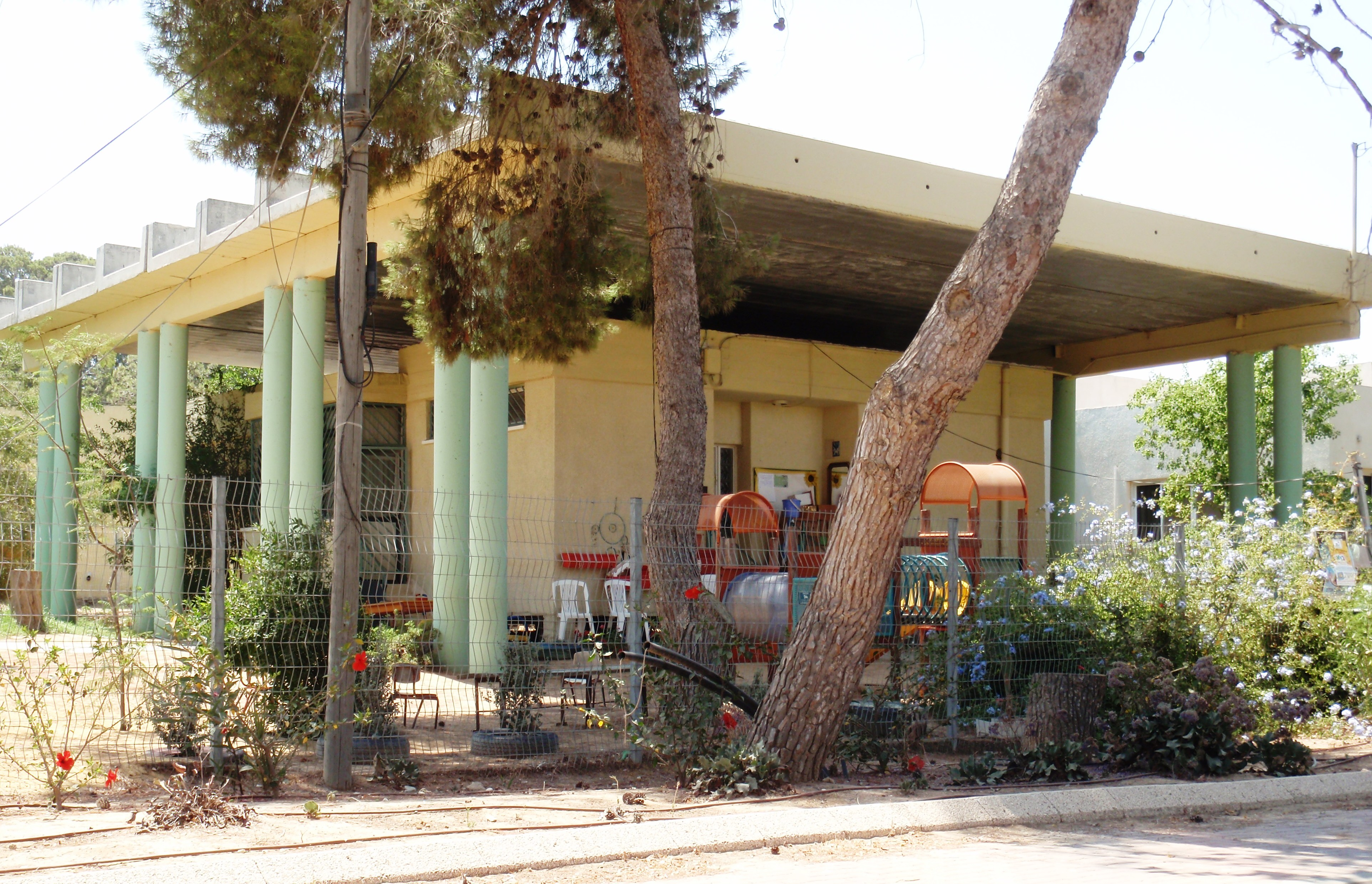
Przedszkole w Tekumie jest wzmocnione przed atakami rakiet Kassam

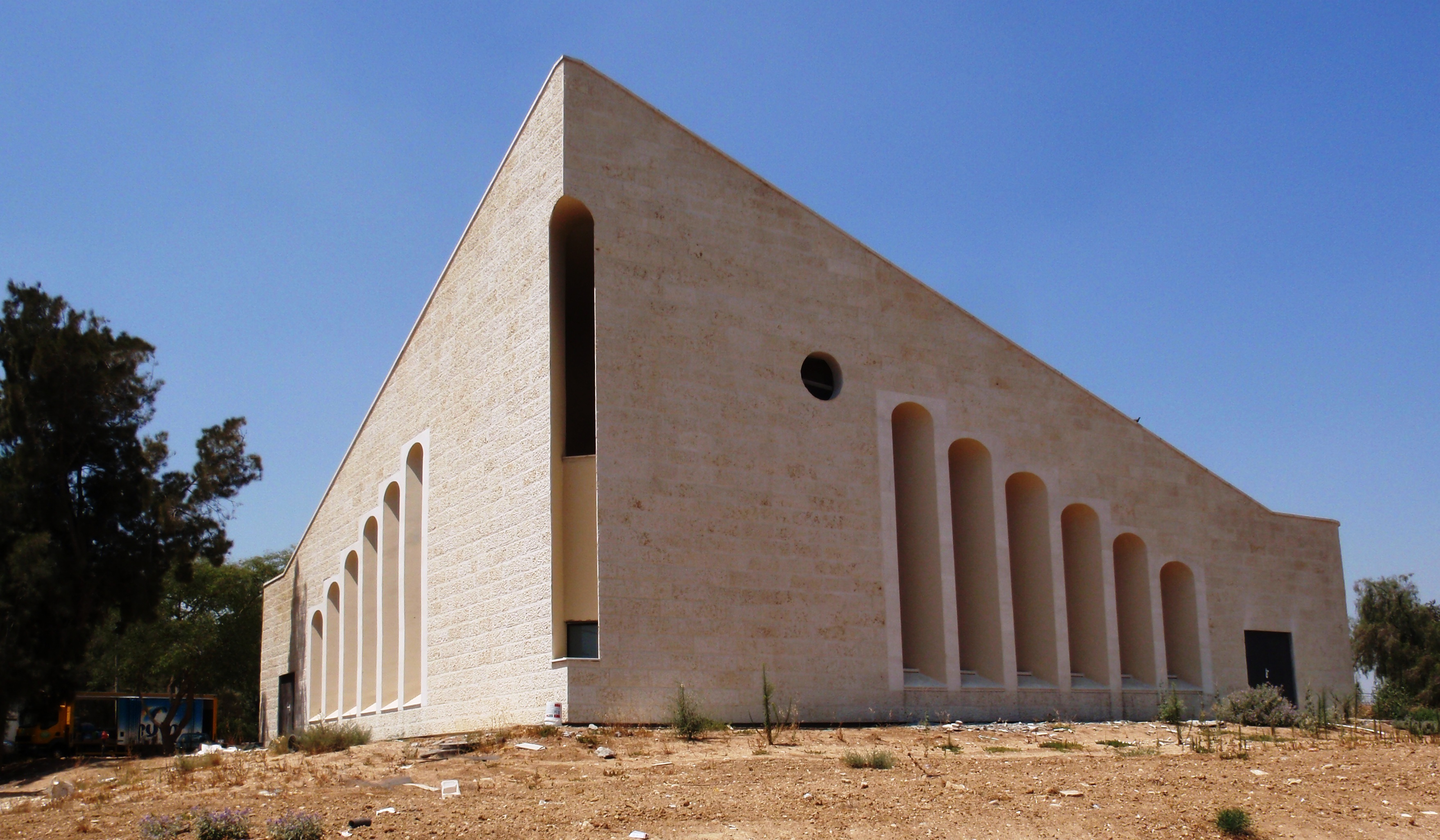
Synagoga w Tekumie

Ze względu na bliskie sąsiedztwo ze Strefą Gazy, moszaw ucierpiał od ostrzału rakietowego prowadzonego przez organizację terrorystyczną Hamas.

### Nazwa
Nazwa moszawu Tekuma (pol. Odrodzenie) jest symbolicznym przypomnieniem odnowy żydowskiego życia po Holocauście.

## Kultura
W moszawie znajduje się ośrodek kultury z biblioteką.

## Edukacja
Moszaw utrzymuje przedszkole.

## Religia
Tekuma jest religijnym moszawem, dlatego znajduje się w nim synagoga i mykwa.

## Sport i rekreacja
W północnej części osady jest rekreacyjny ogród HaMor.

## Gospodarka
Lokalna gospodarka opiera się na rolnictwie. Uprawy gruntowe są prowadzone na gruntach ornych i w szklarniach. Uprawia się warzywa, kwiaty i cytrusy. Od 1990 ważną branżą stała się hodowla ryb. Dodatkowo w moszawie hoduje się drób i owce na mięso.

## Infrastruktura
W moszawie znajduje się ośrodek zdrowia i sklep wielobranżowy.

## Komunikacja
Wyjazd z moszawu jest w kierunku południowo-zachodnim na drogę nr 25 (Nachal Oz-Beer Szewa-Ha-Arawa), którą jadąc na południowy wschód dojeżdża się do miasta Netiwot i skrzyżowania z drogą ekspresową nr 34 (Jad Mordechaj-Netiwot), lub jadąc na północny zachód dojeżdża się do moszawów Szuwa i Zimrat.